# Ford Madox Ford
Ford Madox Ford (ur. jako Joseph Leopold Ford Hermann Madox Hueffer 17 grudnia 1873 w London Borough of Merton, zm. 26 czerwca 1939 w Deauville) – angielski prozaik, poeta i krytyk literacki.
Był przyjacielem Josepha Conrada i współautorem powieści Spadkobiercy (1901) oraz Przygoda (1903). Sam tworzył pod wpływem estetyzmu prerafaelitów i twórczości Henry'ego Jamesa. Był autorem powieści Piąta królowa (1906), Dobry żołnierz (1915) i Saga o dżentelmenie (1924).